# Baldassare Galuppi
Baldassare Galuppi (Burano, 18 de Outubro de 1706 – Veneza, 3 de Janeiro de 1785) foi um compositor italiano, principalmente no campo da ópera-bufa.

## Vida
Foi um compositor veneziano, nascido na ilha de Burano, na República de Veneza. Pertenceu a uma geração de compositores, incluindo Johann Adolph Hasse, Giovanni Battista Sammartini e C. P. E. Bach, cujas obras são emblemáticas. Ele alcançou sucesso internacional, passando períodos de sua carreira em Viena, Londres e São Petersburgo, mas sua base principal permaneceu em Veneza, onde teve uma sucessão de cargos de liderança.
No início de sua carreira, Galuppi teve um modesto sucesso na ópera séria, mas a partir da década de 1740, junto com o dramaturgo e libretista Carlo Goldoni, tornou-se famoso em toda a Europa por suas óperas cômicas no novo estilo dramma giocoso. Para a geração seguinte de compositores, ele era conhecido como "o pai da ópera cômica". Algumas de suas séries de óperas maduras, para as quais seus libretistas incluíam o poeta e dramaturgo Metastasio, também foram amplamente populares.
Ao longo de sua carreira, Galuppi ocupou cargos oficiais em instituições de caridade e religiosas em Veneza, a mais prestigiosa das quais foi maestro di cappella na capela do Doge, a Basílica de São Marcos. Nessas várias funções, ele compôs uma grande quantidade de música sacra. Ele também era altamente considerado um intérprete virtuoso e compositor de instrumentos de teclado.
Na segunda metade do século XVIII, a música de Galuppi foi esquecida fora da Itália, e a invasão de Veneza por Napoleão em 1797 resultou nos manuscritos de Galuppi sendo espalhados pela Europa Ocidental e, em muitos casos, destruídos ou perdidos. O nome de Galuppi persiste no poema do poeta inglês Robert Browning de 1855 "A Toccata of Galuppi's", mas isso não ajudou a manter a obra do compositor no repertório geral. Algumas das obras de Galuppi foram executadas ocasionalmente nos 200 anos após sua morte, mas foi somente nos últimos anos do século XX que suas composições foram amplamente revividas em apresentações ao vivo e em gravações.

## Obras
As quase 100 óperas tornaram-no num dos mestres mais admirados da ópera buffa. Escreveu ainda mais de 20 oratórios, composições religiosas e obras instrumentais.
Foi o precursor da sonata para piano da época clássica.

### Óperas
- La fede nell'incostanza, ossia gli amici rivali (1722)
- Dorinda (1729)
- Odio Placato (1730)
- Argenide (1733)
- L'ambizione depressa (1735)
- Elisa regina di Tiro (1736)
- La ninfa di Apollo (1736)
- Tamiri (1736)
- Ergilda (1736)
- Alvilda (1737)
- Gustavo I, re di Svevia (1740)
- Aronte, re de' sciiti (1740)
- Berenice (1741)
- Madama Ciana (1744)
- L'ambizione delusa (1744)
- La libertà nociva (1744)
- Forze d'amore (1745)
- Scipione nelle Spagne (1746)
- Arminio (1747)
- Arcadia in brento (1749)
- Il Page della cuccagna (1750)
- Arcifanfano, re dei matti (1750)
- Alcimena, principessa dell'isole fortunate (1750)
- Il mondo della Luna (1750)
- La mascherata (1751)
- Ermelinda (1752)
- Il mondo alla rovescia (1752)
- Il conte Caramela (1752)
- Le virtuose ridicole (1752)
- Calamità de' cuori (1752)
- I bagni di Abono (1753)
- Il filosofo di campagna (1754)
- Antigona (1754)
- Il povero superbo (1754)
- Alessandro nell'Indie (1755)
- La diavolessa (1755)
- Nozze di Paride (1756)
- Le nozze (1756)
- Sesostri (1757)
- La partenza e il ritorno de' marinari (1757)
- Adriano in Siria (1760)
- L'amante di tutte (1761)
- Artaserse (1761)
- I tre amanti ridicoli (1761)
- Ipermestra (1761)
- Antigono (1762)
- Il marchese villano (1762)
- Viriate (1762)
- L'uomo femina (1762)
- Il puntiglio amoroso (1763)
- Il re alla caccia (1763)
- Cajo Mario (1764)
- La donna di governo (1764)